# Sucralfato
Sucralfato é um fármaco utilizado como antiulceroso, principalmente no tratamento de úlceras do trato digestivo. É um fármaco que atua formando um complexo com o exsudato do tecido lesado, na mucosa gástrica, dessa forma protegendo-o. 